# Les Llobateres
La zona humida de Les Llobateres es troba al terme municipal de Sant Celoni -al límit amb els termes municipals de Fogars de la Selva i Sant Feliu de Buixalleu i al límit amb la comarca de la Selva i la província de Girona- i és resultat de la restauració de la gravera de les Llobateres, situada al costat del marge dret del riu la Tordera.
L'activitat extractiva, que inicialment tenia previst de reblir, es va començar a restauració ambiental ja l'any 1999, a mesura que s'explotava, i finalment s'ha restaurat com a zona humida i com a bassa de laminació, a la plana al·luvial de la conca mitjana de la Tordera. Aquesta actuació, impulsada des de l'Ajuntament de Sant Celoni, s'emmarca dins el Pla de l'Espai Fluvial (PEF) de la conca del riu Tordera.
La sobrefreqüentació humana, la proximitat de l'autopista AP-7, l'abocament de deixalles, la pesca furtiva i la contaminació de les aigües són els principals factors que amenacen aquest espai, a més de l'alliberament d'espècies exòtiques. Al voltat de la llacuna s'ha creat una mota de terres com a sistema d'ocultació i per a reduir les pertorbacions derivades de la presència humana i el soroll ocasionat per l'autopista, des de la qual es pot accedir a l'espai.

## Flora
La llacuna, de forma aproximadament rectangular, té una fondària mitjana de 4 m i una superfície d'unes 8 hectàrees. Presenta uns marges irregulars i heterogenis, pel que fa al relleu, substrat, etc., així com algunes illes, ja que s'ha intentat potenciar al màxim la biodiversitat de l'espai. La llacuna presenta ja un cinyell helofític força extens de canyís i bogues, zones de bogar formant masses extenses al mig de la llacuna, herbassars humits als marges -amb lliri groc (Iris pseudacorus), càrex (Carex riparia) i bova borda (Sparganium erectum), etc.-, així com una bosquina de ribera, amb salze blanc (Salix alba), freixe de fulla petita (Fraxinus angustifolia), om comú (Ulmus minor), sarga (Salix elaeagnos), gatell (Salix cinerea), etc.

## Fauna
Pel que fa a la fauna, hi són presents habitualment espècies com l'ànec collverd, el bernat pescaire, la fotja, la polla d'aigua, etc., i s'hi han citat espècies tan interessants com el martinet de nit, l'agró roig, el corriol petit, la xivitona, el cabusset, la boscarla de canyar, el blauet i fins i tot el rascló, entre d'altres. Hi ha també serp d'aigua (Natrix maura), serp de collaret (Natrix natrix), tortuga de rierol (Mauremys leprosa), tortuga d'estany (Emys orbicularis), etc. així com la tortuga invasora Trachemys scripta (resultat d'alliberaments). Entre els amfibis, s'hi ha citat granota verda, reineta, tòtil, gripau comú i gripau corredor.
Aquest espai ha sigut gestionat activament com a zona humida per part de l'Ajuntament de Sant Celoni, i des de 2019 s'ha sumat en aquest tasca l'entitat mediambiental SEO/Birdlife, mitjançant la firma d'un acord de custòdia del territori. Disposa de diversos plafons informatius, observatori d'ocells, tanques de canalització de vianants, aparcaments, etc i és molt interessant per a l'educació ambiental.